# 토평도서관
토평도서관은 경기도 구리시 소재의 도서관이다.

## 연혁
- 2010년 4월 27일 개관.

## 시설현황
- 3층: 열람실
- 2층: 종합자료실, 디지털자료실
- 1층: 어린이자료실, 유아자료실, 어린이학습실

## 이용 안내
이용 시간
휴관일
- 정기휴관일: 매월 첫째, 셋째 월요일 및 개관기념일(4월27일)
- 국경일 및 정부에서 지정하는 공휴일
- 임시휴관일: 도서관의 장서점검 및 도서정리, 시설의 수리ㆍ정리등 기타 도서관장이 필요하다고 인정할 때